# Smålands grenadjärkår
Smålands grenadjärkår (№ 7) var ett infanteriförband inom svenska armén som verkade åren 1812–1901. Mötesplats var Ränneslätt, omkring 2 kilometer väster om Eksjö.

## Historik
Smålands grenadjärkår bildades den 22 april 1812 som Smålands dragonregementes infanteribataljon, efter att infanteribataljonen blivit avskild från Smålands dragonregemente. Den rangordning som hade fastställts i 1634 års regeringsform började halta och skapa luckor efter freden i Fredrikshamn den 17 september 1809, då Finland tillföll Ryssland och de svenska regementen i Finland upplöstes. Därmed fanns det ett behov med att skapa ett nytt system. Under kronprins Karl Johans tid infördes 1816 ett nytt numreringssystem, där de svenska regementena genom en generalorder den 26 mars 1816 tillfördes ett officiellt ordningsnummer, till exempel № 7 Smålands dragonregementes infanteribataljon. Till grund för numreringen låg inte bara ett regementes status, utan också de svenska landskapens inbördes ordning, samt att Svealand, Götaland och Norrland skulle varvas. De lägsta ordningsnumren tilldelades Liv- och hustrupperna. Dessa nummer hade dock ingenting med rangordningen att göra, vilket bland annat framgår av gamla förteckningar där infanteri- och kavalleriförband är blandade just med hänsyn till rang och värdighet.
År 1824 antogs namnet Smålands grenadjärbataljon. Den 27 oktober 1888 antogs namnet Smålands grenadjärkår. Genom försvarsreformen 1901 kom kåren den 31 december 1901 att upphöra som självständigt förband. Istället kom den tillsammans med Blekinge bataljon den 1 januari 1902 att bilda Karlskrona grenadjärregemente.

## Ingående enheter

### Kompanier
Förbandet var indelt i västra Småland, men övades på Ränneslätt vid Eksjö. Förbandets fyra kompanier utgjorde ursprungligen de fyra skvadroner om 125 rusthåll vardera som 1812 avskiljdes från Smålands dragonregemente.
| Namn                    | Ungefärligt indelningsområde                                        |
| ----------------------- | ------------------------------------------------------------------- |
| 1. Livkompaniet         | Västra härad (Under de första åren benämnt Vrigstads kompani.)      |
| 2. Östra härads kompani | Södra delen av Östra härad och några angränsande socknar            |
| 3. Sunnerbo kompani     | Västra halvan av Kronobergs län och sydligaste delen av Östbo härad |
| 4. Jönköpings kompani   | Västra halvan av Jönköpings län                                     |

## Förläggningar och övningsplatser
Smålands grenadjärkår övades på Ränneslätt som anses vara den svenska militära övningsplats som varit i bruk längst tid, från 1686 och framåt.

## Förbandschefer
- 1851–1853 Gustaf Georg Stierngranat
- 1853–1856 Georg Miles Fleetwood
- 1856–1870 Carl Wilhelm Ahlgren
- 1870–1873 Otto af Klint
- 1873–1878 Claes Kreüger
- 1879–1887 Salomon August Silfversparre
- 1887–1894 Knut af Klinteberg
- 1894–1901 Robert Rydbeck

## Namn, beteckning och förläggningsort
| Kungl. Smålands dragonregementes infanteribataljon | 1812-04-22 | – | 1824-??-?? |
| Kungl. Smålands grenadjärbataljon                  | 1824-??-?? | – | 1888-10-26 |
| Kungl. Smålands grenadjärkår                       | 1888-10-27 | – | 1901-12-31 |

| № 7 | 1816-03-26 | – | 1901-12-31 |

| Kvarnarps gård (F) | 18??-??-?? | – | 1834-??-?? |
| Ränneslätt (F)     | 1834-??-?? | – | 1901-12-31 |

## Galleri

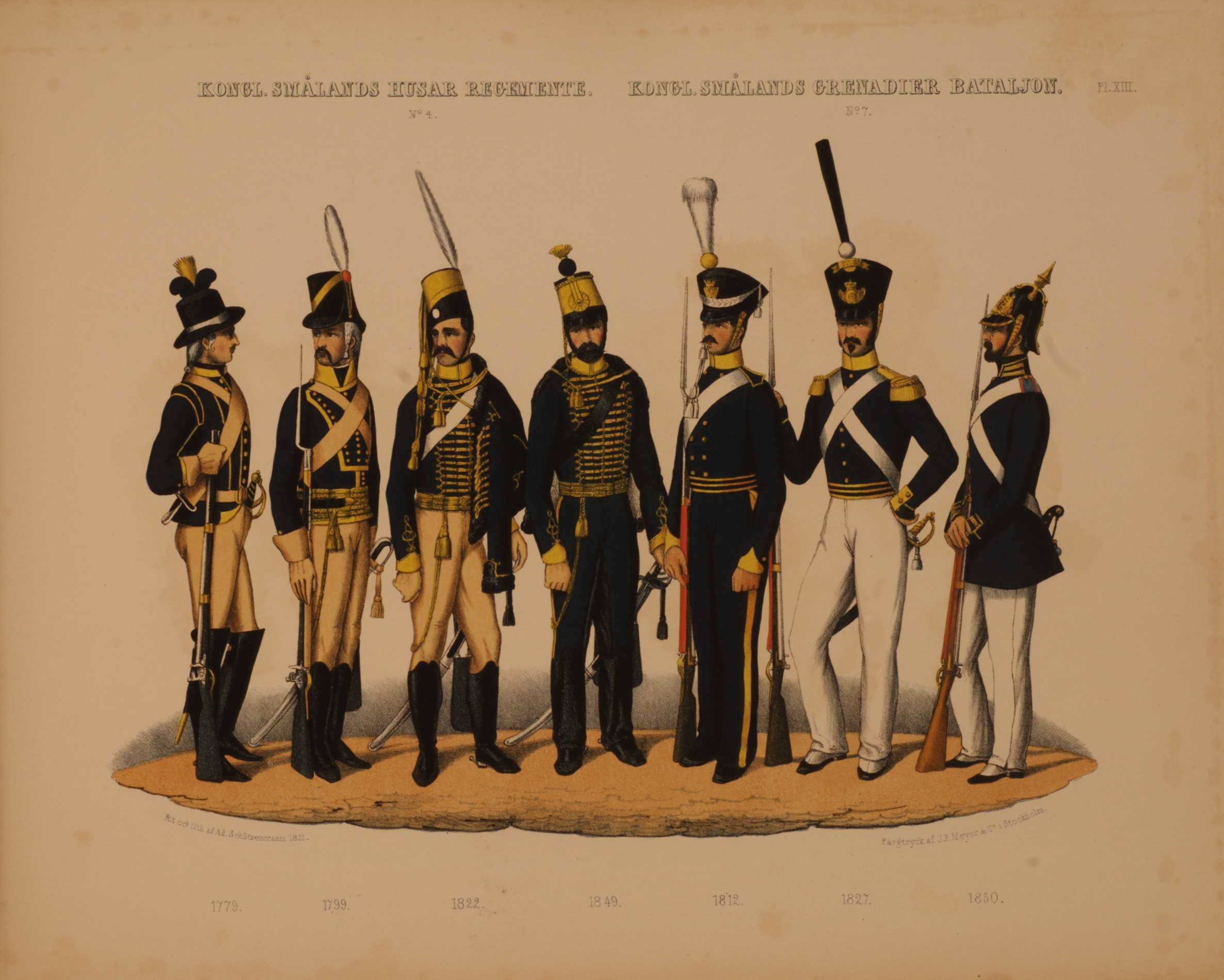
Uniformer för Smålands dragonregemente åren 1779-1849 och Smålands grenadjärbataljon åren 1812-1850.
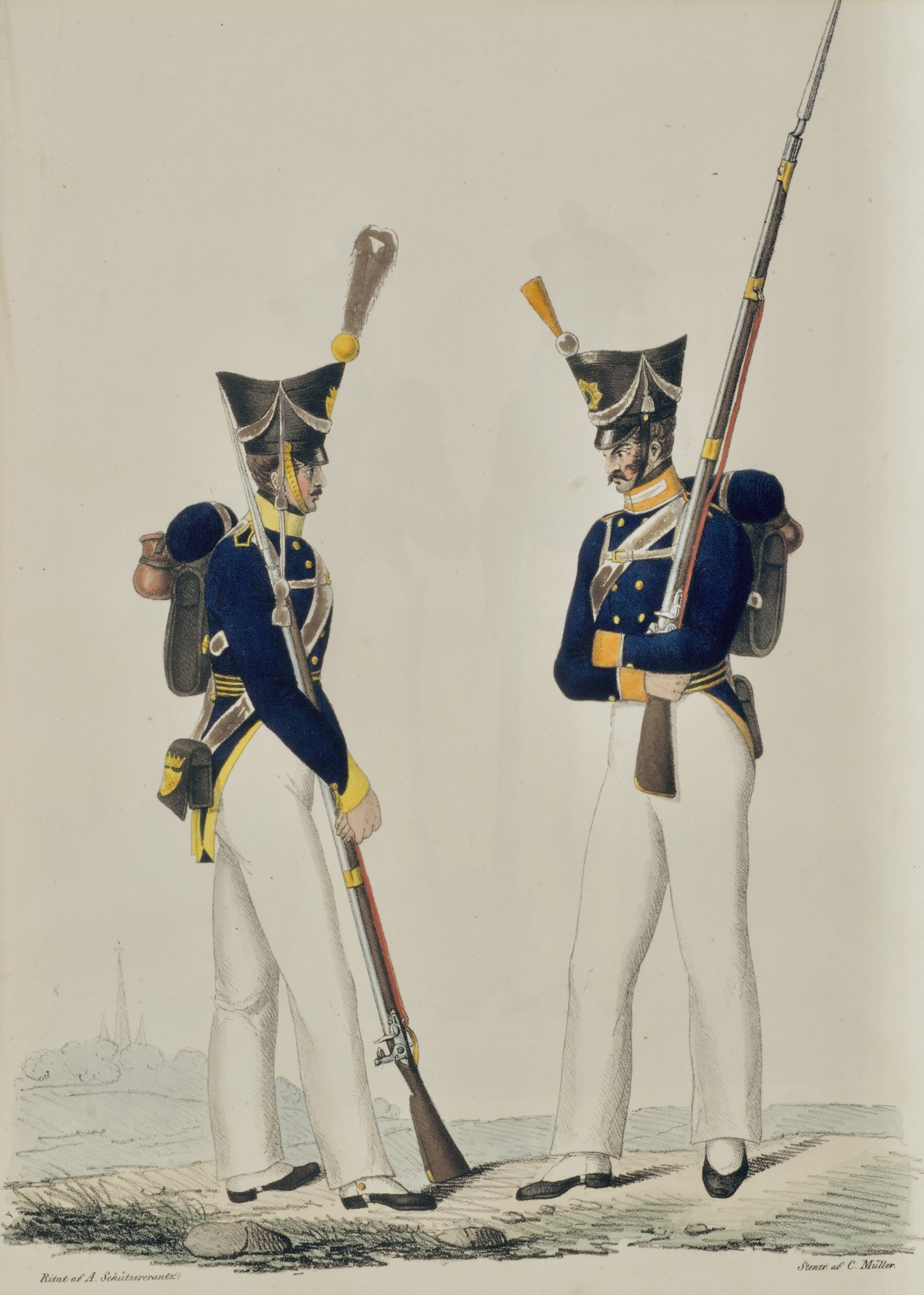
Uniformer för Smålands infanteribataljon (till vänster) och Konungens eget värvade regemente cirka 1825.
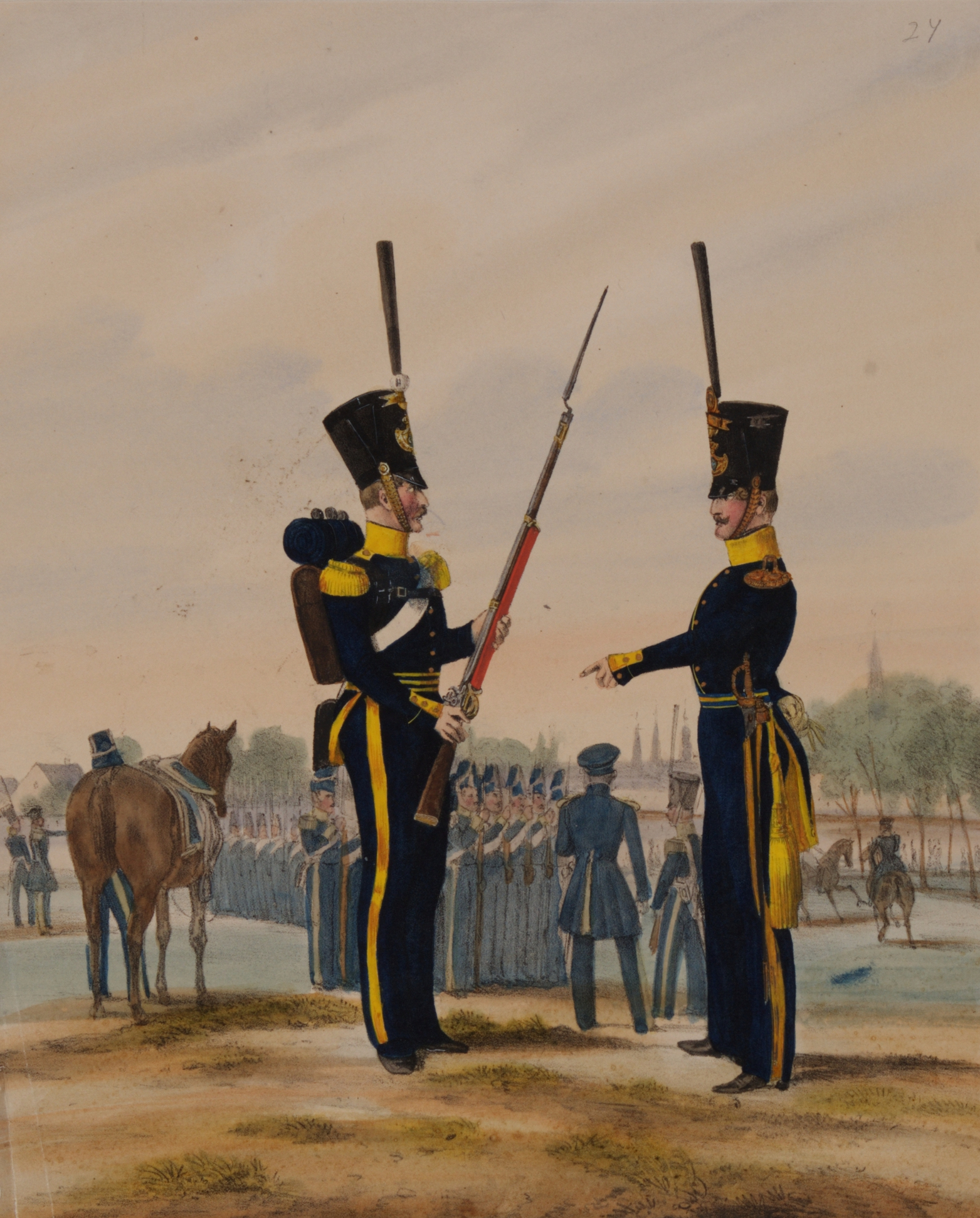
Regementets uniformer cirka 1840.
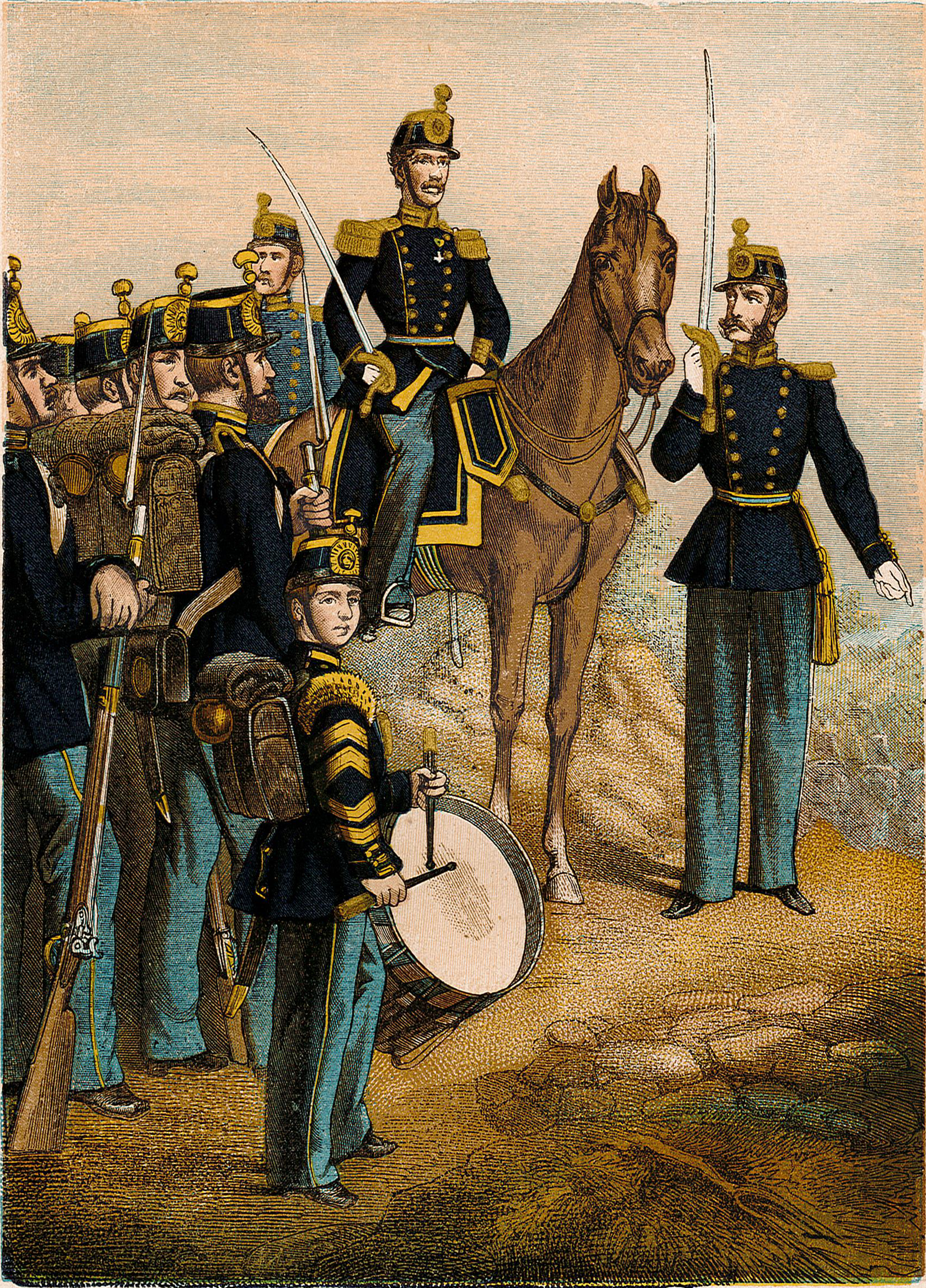
Regementets uniformer vid mitten av 1860-talet.
Soldat vid regementet iförd kapott vid 1860-talets mitt.